# Drepanogynis incondita
Drepanogynis incondita là một loài bướm đêm trong họ Geometridae.